# بردگوری چهراز
بردگوری چهراز در شهرستان اردل، روستای چهراز واقع شده و این اثر در تاریخ ۸ خرداد ۱۳۸۰ با شمارهٔ ثبت ۳۸۸۸ به‌عنوان یکی از آثار ملی ایران به ثبت رسیده است.